# 瀏陽河
瀏陽河（りゅうようが、別名: 瀏水, 瀏渭河）は湘江下流東側の重要な一級支流であり、長沙市の領域を流域とする。
長沙地区で最大の湘江の支流であり、羅霄山脈西麓の瀏陽市内の大囲山を水源とし、瀏陽市、長沙県を流れ、最後に長沙城北の開福区で湘江に流れ込む。全長 234 キロメートル、流域面積 4,665 平方キロメートル。